# Sampang (Karangkobar)
Sampang is een bestuurslaag in het regentschap Banjarnegara van de provincie Midden-Java, Indonesië. Sampang telt 2094 inwoners (volkstelling 2010).